# 憲法 (佐藤幸治)
『憲法』（けんぽう、青林書院、初版1981年）は、憲法学者佐藤幸治の主著である。京都学派憲法学を代表する書籍であり、芦部信喜『憲法』(岩波書店)と並び憲法学の二大基本書とされる。佐藤功の書との区別で『佐藤(幸)憲法』と略記されることが多い。
はしがきでは全編を貫き「立憲主義へのアフェクション」を以って書いたものであるとしている。一般の体系書と異なり統治機構-基本的人権-平和主義の順で叙述されているが、有斐閣から出された法律学全集中の清宮四郎『憲法I』宮沢俊義『憲法II』はI統治、II人権となっており、このような叙述順序がとりたてて異様というわけではない。
1995年の第3版刊行以降長らく改訂されなかったが、2011年に実質的な改訂版となる『日本国憲法論』が成文堂から刊行された。本ページでは、同著書についても述べる。

## 『日本国憲法論』
『日本国憲法論』（にほんこくけんぽうろん、成文堂、初版2011年）は、憲法学者佐藤幸治の著書である。タイトルは、佐々木惣一『日本国憲法論』に倣って付けられたものである。
『憲法』と同様に、「立憲主義へのアフェクション」が表白されている。『憲法』とは異なり、一般の体系書と同様の構成が採用された（）。

## 書籍情報
- 佐藤幸治『憲法〔初版〕』 （青林書院，1981年）ISBN 978-4417004882
- 佐藤幸治『憲法〔新版〕』 （青林書院，1990年）ISBN 978-4417007562
- 佐藤幸治『憲法〔第3版〕』 （青林書院，1995年）ISBN 978-4417009122
- 佐藤幸治『日本国憲法論』 （成文堂，2011年）ISBN 978-4792305116
- 佐藤幸治『日本国憲法論〔第2版〕』（成文堂，2021年）